# Traje típico

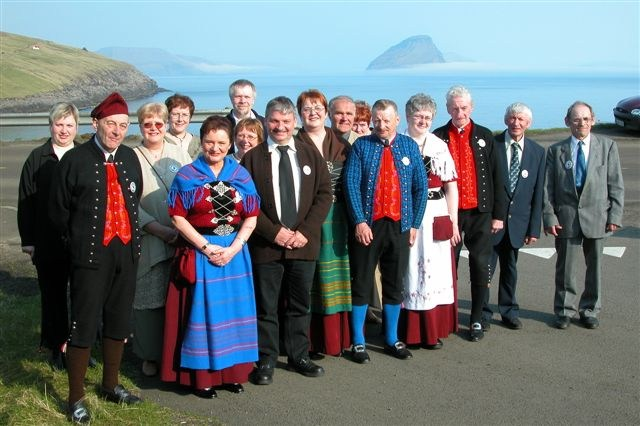
Clube de dança folclórica faroês com alguns membros em trajes nacionais.

Um traje típico (também traje popular, traje regional, traje nacional, roupa tradicional) expressa uma identidade através traje, que é geralmente associada a uma área geográfica ou um período de tempo na história. Também pode indicar estado social, conjugal ou religioso. Se o traje é usado para representar a cultura ou identidade de um determinado grupo étnico, é geralmente conhecido como traje étnico (também vestido étnico, roupa étnica ou peça de vestuário étnico tradicional). Esses trajes costumam ter duas formas: uma para ocasiões cotidianas, outra para festas tradicionais e roupas formais. As fantasias muitas vezes são usadas ou em ocasiões da vida cotidiana ou para festivais, como roupas formais.

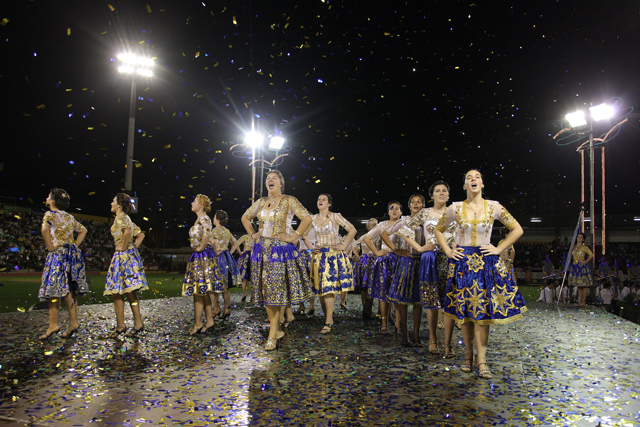
Tricana de Portugal

Exemplos de trajes nacionais incluem a Tricana, de Coimbra, Portugal, o quimono do Japão, o hanbok da Coreia do Sul, a Tracht da Alemanha, o sári (feminino) da Índia, o kilt da Escócia, as polleras das cholas da Bolívia e o traje dos gaúchos da Argentina, Uruguai e Brasil.

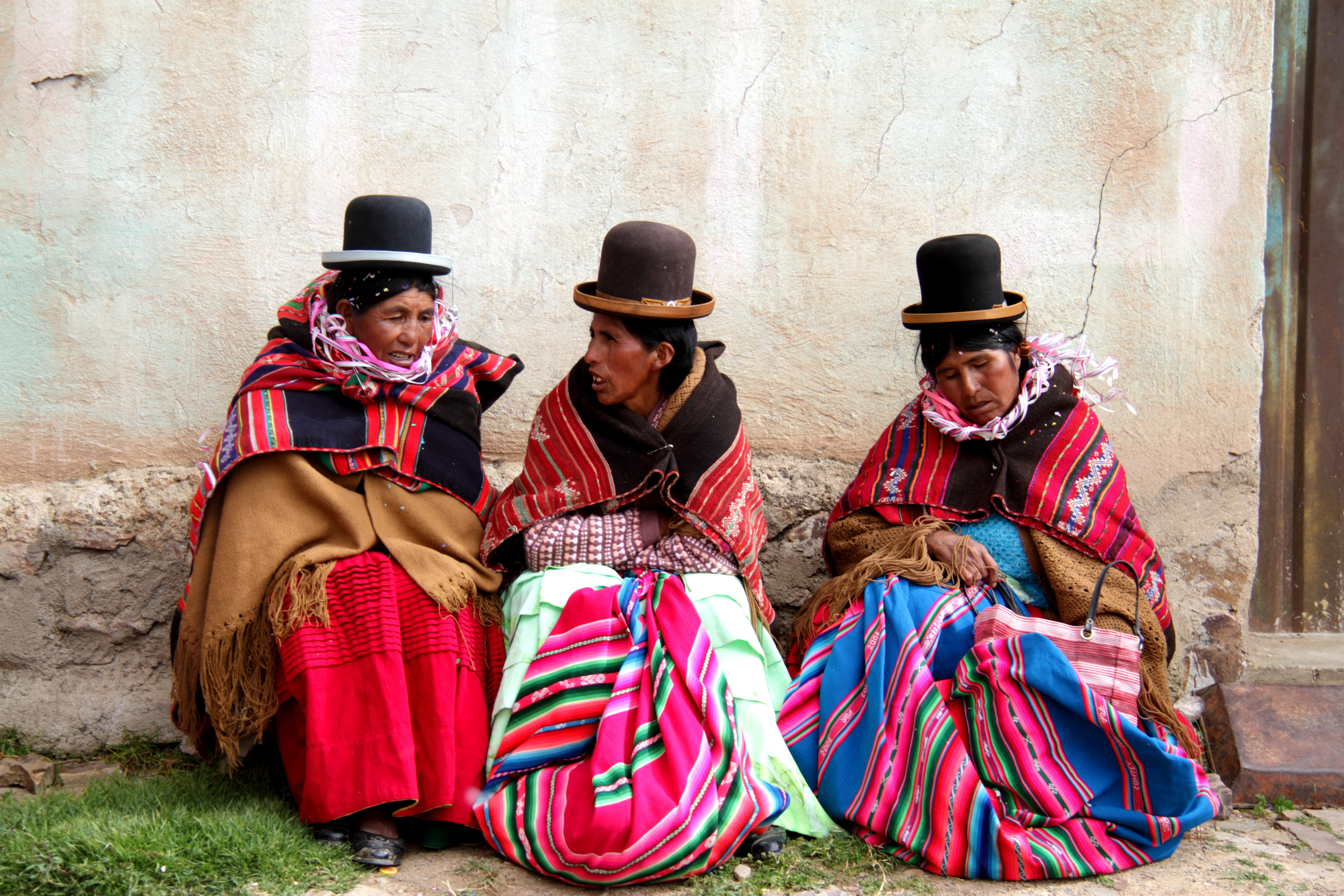
Grupo de cholas bolivianas com trajes típicos durante uma festa rural.

Nos países árabes, o traje típico é um fez e dishdasha usado por homens e um hijab trajado por mulheres. Outro exemplo é o pano da costa, utilizado historicamente por mulheres afro-brasileiras.
Após a ascensão do nacionalismo romântico, o campesinato da Europa passou a servir de modelo para tudo o que parecia genuíno e desejável. Suas roupas se cristalizaram nas chamadas formas "típicas", e os entusiastas adotaram essas vestimentas como parte de seu simbolismo.

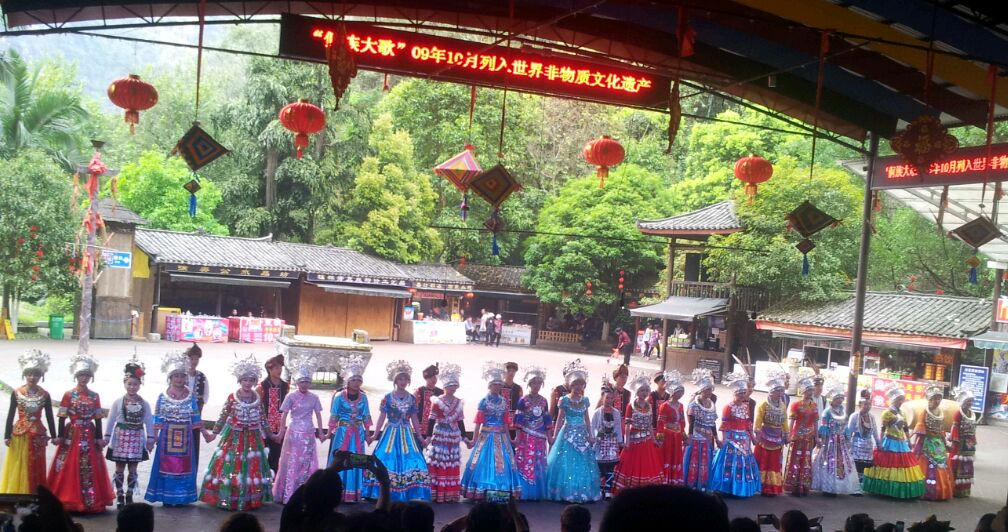
Cada grupos étnicos da China têm o seu próprio traje.

Em áreas onde os códigos de vestimenta ocidentais se tornaram usuais, as vestimentas tradicionais são freqüentemente usadas em eventos ou celebrações especiais; particularmente aqueles ligados a tradições culturais, herança ou orgulho. Os eventos internacionais podem atender a participantes não ocidentais com um código de vestimenta composto, como "terno de negócios ou traje nacional".
Nos tempos modernos, existem casos em que as vestimentas tradicionais são exigidas pelas leis suntuárias. No Butão, as roupas tradicionais no estilo tibetano de gho e kera para os homens e kira e toego para as mulheres devem ser usadas por todos os cidadãos, incluindo aqueles que não são de herança tibetana. Na Arábia Saudita, as mulheres também devem usar o abaya em público.